# Montserrat Roig
Pour les articles homonymes, voir Roig.
Œuvres principales
- Els catalans als camps nazis

Montserrat Roig i Fransitorra, née le 13 juin 1946 à Barcelone et décédée le 10 novembre 1991  dans la même ville, est une écrivaine et journaliste espagnole d'expression catalane.

## Biographie
Elle naît en 1946 à Barcelone, au sein d'une famille bourgeoise libérale. Son père, Tomàs Roig i Llop, est avocat et écrivain.
Dans sa jeunesse elle participe aux mouvements de protestations estudiantins qui ont lieu dans les dernières années du franquisme. En 1968, elle est diplômée en philosophie et lettres, puis obtient un doctorat en 1970.
En 1971, elle gagne le Prix Mercè Rodoreda de contes i narracions pour son recueil Molta roba i poc sabó... i tan neta que la volen, et se consacre dès lors à la littérature. Elle publie un cycle de romans avec des œuvres comme Ramona adéu (1972), qui fait le portrait de trois générations de femmes dans le contexte catalan de l'époque.
Elle mène également un travail de journaliste engagée pour la cause féministe. Elle connaît une grande popularité avec des entretiens plus tard publiés dans la série Retrats paral·lels (Portrait parallèles, 1975 et 1976). Avec Els catalans als camps nazis (1977), elle obtient le Prix de la critique Serra d'Or. En 1977, elle intègre TV2, la chaîne catalane de Televisión Española, où elle réalise un autre programme du même type dénommé Personatges, qui est également plus tard publié en deux recueils.
Elle meurt à Barcelone en 1991, victime d'un cancer du sein.

## Œuvres
- Molta roba i poc sabó... i tan neta que la volen, 1970
- Ramona, adéu,1972
- El temps de les cireres, 1977
- Els catalans als camps nazis, 1977
- L'hora violeta, 1980
- ¿Tiempo de mujer?, 1980
- L'Òpera quotidiana, 1982
- L'agulla daurada, premi Nacional de Literatura Catalana (1986), 1985
- La veu melodiosa, 1987
- El cant de la joventut, 1989 (en français : Le chant de la jeunesse : nouvelles, 1993[3])
- Reivindicació de la senyora Clito Mestres (teatre), 1990
- Digues que m'estimes encara que sigui mentida, 1991

## Distinctions
- 1976 : Prix Sant Jordi du roman pour El temps de les cireres.

## Hommages
- Les jardins de Montserrat Roig, dans le quartier de la Sagrada Família, dans le district de l'Eixample à Barcelone[4].